# Jiří Janák
Ing. Jiří Janák (* 12. ledna 1949) je bývalý český hokejový útočník.

## Hokejová kariéra
V československé lize hrál za TJ VSŽ Košice, TJ ZKL Brno, Duklu Jihlava a TJ Ingstav Brno. S Duklou Jihlava získal v letech 1971 a 1972 mistrovský titul. S reprezentací Československa získal titul na mistrovství Evropy juniorů do 19 let v roce 1968. V nižší soutěži hrál i za TJ Baník Hodonín.

## Klubové statistiky
| Sezona    | Klub                       | Soutěž  | Základní část | Základní část | Základní část | Základní část | Základní část |
| Sezona    | Klub                       | Soutěž  | Z             | G             | A             | B             | TM            |
| --------- | -------------------------- | ------- | ------------- | ------------- | ------------- | ------------- | ------------- |
| 1967/1968 | TJ Spartak KPS Brno        | 2. liga | -             | 5             | -             | -             | -             |
| 1968/1969 | TJ VSŽ Košice              | 1. liga | 35            | 14            | -             | -             | -             |
| 1969/1970 | TJ ZKL Brno                | 1. liga | 33            | 8             | 2             | 10            | -             |
| 1970/1971 | Dukla Jihlava              | 1. liga | 23            | 5             | 7             | 12            | 160           |
| 1971/1972 | Dukla Jihlava              | 1. liga | 1             | 0             | 0             | 0             | -             |
| 1971/1972 | TJ Baník Hodonín           | 2. liga | 12            | 6             | -             | -             | -             |
| 1972/1973 | TJ ZKL Brno                | 1. liga | 35            | 17            | 7             | 24            | 6             |
| 1973/1974 | TJ ZKL Brno                | 1. liga | 39            | 9             | 5             | 14            | -             |
| 1974/1975 | TJ Ingstav Brno            | 2. liga | 44            | 32            | -             | -             | -             |
| 1975/1976 | TJ Ingstav Brno            | 1. liga | 32            | 15            | 7             | 22            | -             |
| 1976/1977 | TJ Ingstav Brno            | 2. liga | 44            | 30            | -             | -             | -             |
| 1977/1978 | TJ Ingstav Brno            | 2. liga | -             | -             | -             | -             | -             |
| 1978/1979 | TJ Ingstav Brno            | 2. liga | -             | 39            | -             | -             | -             |
| 1979/1980 | TJ Ingstav Brno            | 2. liga | -             | 40            | -             | -             | -             |
| 1980/1981 | TJ Ingstav Brno            | 2. liga | -             | 22            | -             | -             | -             |
| 1981/1982 | TJ Ingstav Brno            | 2. liga | -             | 24            | 14            | 38            | -             |
| 1982/1983 | TJ Lokomotiva Ingstav Brno | 2. liga | 40            | 22            | -             | -             | -             |
| 1983/1984 | TJ Lokomotiva Ingstav Brno | 2. liga | -             | 17            | -             | -             | -             |